# Дидецилдиметиламмония хлорид
Дидецилдиметиламмония хлорид (Didecyldimethylammonium chloride, сокращённое наименование D4) — антисептическое и дезинфицирующее средство. Предназначается для использования в дезинфекции, консервации древесины, нефтегазодобыче.
Обладает сильным бактерицидным, фунгицидным, туберкулоцидным, вирулицидным, алгицидным действием. Вещество в нормальных условиях представляет собой жидкость. Выпускается в виде водного или спиртового раствора под торговыми марками Септапав, Арквад, Сокрена, также входит в состав различных дезинфицирующих средств (Киилто Инструдез, Киилто Хэнддез Олл, Септамин, Алмироль, Денталь ББ, Полицид, Деконэкс, Ахдез, Бебидез, Клиндезин, ГлобалДез-ЧАС и др.).
Было обнаружено, что у мышей это дезинфицирующее средство вызывает бесплодие и врожденные дефекты в сочетании с алкил (60% C14, 25% C12, 15% C16) диметил бензил аммониум хлоридом (ADBAC). Эти исследования противоречат старым токсикологическим данным по соединениям четвертичного аммиака, которые были рассмотрены Агентством по охране окружающей среды США и Комиссией ЕС.
Основные сферы применения:
- Дезинфекция изделий медицинского назначения, включая хирургические и стоматологические инструменты.
- Дезинфекция поверхностей в помещениях, мебели, наружных поверхностей приборов и аппаратов, санитарно-технического оборудования, лабораторной посуды.
- Дезинфекция и стерилизация белья, уборочного, перевязочного материала.
- Проведение генеральных уборок в медицинских учреждениях, гостиницах, промышленных предприятиях.
- Обработка транспорта (в том числе и санитарного), предназначенного как для перевозки пассажиров, так и пищевой продукции.
- Дезинфекция воздуха и обработка систем вентиляции и кондиционирования.